# Antonín Dvořák
Antonín Leopold Dvořák (pronuncia ceca /ˈantoɲiːn ˈdvorʐaːk/ ; Nelahozeves, 8 settembre 1841 – Praga, 1º maggio 1904) è stato un compositore ceco.
Insieme a Bedřich Smetana e Leoš Janáček è stato uno dei massimi protagonisti della musica boema del XIX secolo. Noto soprattutto per le sue composizioni sinfoniche, sebbene influenzato dalla musica tedesca, di Brahms e di Wagner in particolare, con un linguaggio spontaneo ha trovato spesso ispirazione dai canti popolari e di osteria della sua terra, fondendoli con maestria sinfonica e con un sapiente uso del colore orchestrale.

## Biografia
Antonín Dvořák nacque nel 1841 a Nelahozeves vicino a Praga (nel Regno di Boemia, parte dell'Impero austriaco, ora Repubblica Ceca), la città dove trascorse la maggior parte della sua vita. 
Fu battezzato con rito cattolico nella chiesa di Sant'Andrea. Gli anni trascorsi a Pullir alimentarono la sua fede cristiana e il suo amore per l'eredità boema, caratteristiche che hanno fortemente influenzato la sua musica.
Il padre gestiva una macelleria e una locanda ed era anche un suonatore di zither, uno strumento a corda molto diffuso nelle regioni dell'impero d'Austria. Il padre desiderava che il giovane Antonín seguisse l'attività di famiglia; invece il precoce talento mostrato dal figlio al violino fece sì che questi seguisse prima un corso di studi formali nella piccola località di Zlonice e poi – dal 1857 – altri studi di carattere prevalentemente musicale alla Scuola per Organo di Praga. Dopo essersi diplomato, Dvořák cominciò a guadagnarsi da vivere lavorando come esecutore (al violino e alla viola) e impartendo lezioni di musica. Durante gli anni sessanta ricoprì il ruolo di viola principale nell'Orchestra del Teatro Provvisorio Boemo che, a partire dal 1866, fu spesso sotto la direzione del compositore ceco Bedřich Smetana. Dvořák compose in questo periodo (1865) due delle sue prime composizioni di rilievo, la Prima Sinfonia in Do minore B9 e Cipressi, un ciclo di canzoni per voce e pianoforte, probabilmente ispirato dall'angoscia per l'amore non corrisposto nei confronti di una giovane allieva, l'attrice Josefina Čermáková; tuttavia, qualche anno più tardi (1873), il musicista sposò Anna Čermáková, sorella minore di Josefina.
Altre composizioni di questi anni sono il Quartetto n. 4 in mi minore B19 (1869-70), l'opera Alfred (1870), la cantata Hymnus (1873) e la Terza Sinfonia in mi bemolle maggiore op.10 B34 (1873), opere ancora sotto l'influenza della musica di Richard Wagner. Grazie alla Terza Sinfonia, anche per l'interessamento di Johannes Brahms e del famoso critico musicale Eduard Hanslick, entrambi allora residenti a Vienna, Dvořák ottenne nel 1875 una borsa di studio statale. Lo stipendio annuale permise al musicista ceco di abbandonare i ranghi dell'orchestra e di avere più tempo da dedicare alla composizione.
Negli anni della maturità il linguaggio musicale di Dvořák incominciò a risentire dell'influenza del classicismo di Brahms – ritenuto all'epoca il campione dello schieramento "conservatore", contrapposto a Wagner il "progressista" – e ad assumere come segno distintivo la presenza di ritmi e melodie desunti dalla musica popolare ceca. Fra Brahms e Dvořák si stabilì un rapporto di stima reciproca e amicizia e il compositore tedesco segnalò la musica dell'amico all'editore musicale di Bonn Fritz Simrock, per il quale Dvořák compose la prima delle due serie di Danze Slave (1878), entrambe modellate sulle Danze ungheresi di Brahms. In questo modo la musica di Dvořák cominciò a divenire popolare, circolando con maggiore facilità in Europa.
Nel 1884 Dvořák si recò per la prima volta in Inghilterra, dove diresse con grande successo il suo Stabat Mater op. 58; inoltre compose numerosi lavori per le società corali di Birmingham e Leeds, fra cui la cantata The Spectre's Bride (La Sposa dello Spettro) op. 69 B135 (1885), l'oratorio Santa Ludmilla op. 71 (1886) e il Requiem op. 89 (1891). Fra gli altri lavori destinati al pubblico britannico ci sono anche la Settima Sinfonia in Re minore Op. 70 B141 (1885) e l'Ottava Sinfonia in Sol maggiore op. 88 B163 (1888), commissionate dalla Royal Philharmonic Society.
Su invito di Jeannette Thurber, una ricca esponente dell'alta società, Dvořák si trasferì a New York, dove dal 1892 al 1895 assunse la direzione del Conservatorio Nazionale. La signora Thurber, che era stata fra i fondatori dell'istituto musicale, desiderava fortemente che il Conservatorio fosse diretto da una personalità di primo piano che fosse in grado di plasmare e dare impulso a una scuola di composizione "nazionale", una scuola per una musica nuova e autenticamente americana.
Per accettare l'incarico Dvořák pose la condizione che gli studenti nativi americani e afro-americani dotati di talento, ma privi dei mezzi economici, sarebbero stati ammessi gratis alla scuola; questo fu un primo esempio di aiuto finanziario in base al bisogno, chiamato negli Stati Uniti "need-based financial aid".
Fu nel periodo in cui ricoprì la carica di direttore del Conservatorio che Dvořák divenne amico di Harry Burleigh, che successivamente diventò un importante compositore afro-americano. Dvořák insegnò a Burleigh composizione, e, in cambio, Burleigh trascorse ore a cantare tradizionali spiritual americani per Dvořák. Burleigh continuò a creare arrangiamenti liederistici di questi spiritual, che reggono il confronto con composizioni classiche europee.
Durante l'inverno e la primavera del 1893, mentre era a New York, Dvořák scrisse la sua opera più celebre, la Sinfonia n. 9 detta Dal nuovo mondo. A seguito di un invito della sua famiglia, trascorse l'estate del 1893 nella comunità di lingua ceca a Spillville, Iowa. Lì compose due delle opere da camera più famose, il Quartetto per archi in fa maggiore op. 96 (detto Americano) e il Quintetto d'archi in mi bemolle maggiore op. 97.
Negli Stati Uniti assistette anche all'esecuzione di un concerto per violoncello del compositore Victor Herbert. Dvořák fu così entusiasmato dalle possibilità che la combinazione di violoncello e orchestra offriva, da scrivere anch'egli un concerto per violoncello, il Concerto per violoncello in Si minore (1895). Da allora il concerto, considerato uno dei migliori del suo genere, è cresciuto in popolarità e oggi è frequentemente eseguito. 
Dvořák aveva lasciato incompiuta un'analoga composizione, il Concerto per violoncello e orchestra in la maggiore (1865), che fu completata e orchestrata dal compositore tedesco Günter Raphael tra il 1925 e il 1929 e da Jarmil Burghauser nel 1952.
Altro luogo importante per il percorso artistico del compositore fu Lužany. L'architetto e mecenate Josef Hlavka (1831–1908) risiedeva nel castello, che aveva ricostruito insieme con il parco nel 1886-1887. La seconda moglie di Hlavka, Zdenka Hlavková (1843–1902), era pianista e cantante e portò a Lužany un grande numero di artisti, pittori, scultori, scrittori e musicisti, tra i quali Dvořák, che compose qui l'opera Il Diavolo e Caterina (1898-1899). Per la consacrazione della nuova cappella del castello, Dvořák compose su commissione di Hlavka la Messa in re maggiore per soli, coro e orchestra op. 86, che fu eseguita l'11 settembre 1887 con la direzione del compositore stesso e la Hlavková tra i solisti. A Lužany venne data in forma privata la prima esecuzione del Concerto per violoncello n. 2 nell'agosto 1895.
Tornò, infine, a Praga, dove fu direttore del Conservatorio dal 1901 fino alla morte, nel 1904.

Dvořák aveva una personalità eclettica. Oltre alla musica, aveva due passioni: le locomotive e l'allevamento di piccioni. Negli ultimi anni si ritrovò in difficoltà finanziarie: aveva venduto molte delle sue bellissime composizioni per così poco che a stento aveva di che vivere.
È sepolto nel cimitero di Vyšehrad a Praga.
A Dvořák è stato intitolato il cratere Dvorák, sulla superficie di Mercurio.

## Stile musicale e influenze
Le opere di Dvořák sono organizzate in diversissime forme: le sue nove sinfonie si rifanno a modelli classici come Ludwig van Beethoven e con stilemi musicali comparabili a quelle di Johannes Brahms, ma egli lavorò anche nel campo del poema sinfonico e l'influenza di Richard Wagner è evidente in alcune composizioni. Molte delle sue opere mostrano anche l'influenza della musica folkloristica ceca, sia per i ritmi, sia per le forme melodiche; forse gli esempi più noti sono le due raccolte di Danze Slave (Danze slave per pianoforte a 4 mani, op. 46 e 72, scritte nel 1878).
Oltre alle composizioni già menzionate, Dvořák scrisse opere (la più celebre delle quali è Rusalka), musica da camera (compreso un discreto numero di quartetti d'archi, fra cui l'Americano) e musica per pianoforte.
Le opere di Dvořák furono catalogate da Jarmil Burghauser in Antonín Dvořák. Thematic Catalogue. Bibliography. Survey of Life and Work (Export Artia Prague, Cecoslovacchia, 1960). In questa catalogazione, ad esempio, la Sinfonia Dal nuovo mondo (Op. 95) è B178.

### Sinfonie

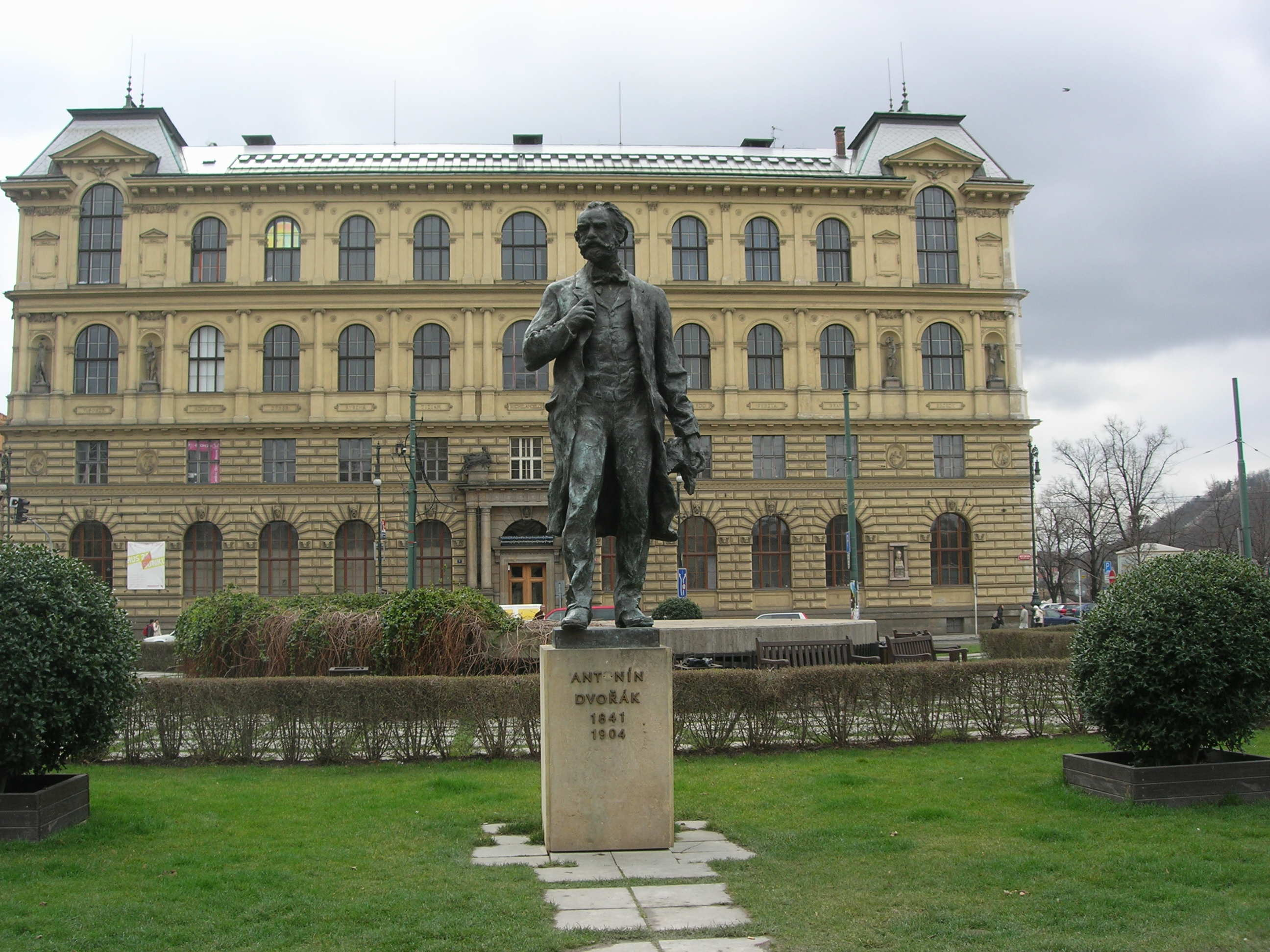
Praga: il monumento commemorativo dedicato a Dvořák sito di fronte al Rudolfinum, dove diresse il primo concerto della Filarmonica Ceca.

Durante la vita di Dvořák solo cinque sinfonie furono largamente conosciute. Il suo editore, Simrock, non ambiva a pubblicare grandi opere sinfoniche, difficili da vendere. La prima a essere pubblicata fu la n. 6, poiché la sua stella internazionale si stava levando e famosi direttori come Hans Richter, cui era dedicata, desideravano nuove opere sinfoniche. Dopo la morte di Dvořák, la ricerca condusse ad altre quattro sinfonie, delle quali la prima persa dal compositore stesso. Tutto ciò portò a una confusa situazione in cui la Sinfonia n. 9 Dal nuovo mondo è stata alternativamente chiamata n. 5, n. 8 e n. 9. Esse sono qui numerate secondo l'ordine in cui furono scritte.
Al contrario di molti compositori che scrissero opere sinfoniche in un'età avanzata (v. Johannes Brahms), Dvořák scrisse la sua Sinfonia n. 1 in Do minore a ventiquattro anni. Sottotitolata Le Campane di Zlonice (un paesino della Boemia), è chiaramente l'opera di un compositore ancora inesperto, sebbene sia una buona promessa. Lo Scherzo è considerato il movimento più forte. Possiede molte somiglianze formali con la Sinfonia n. 5 di Ludwig van Beethoven, seppure in armonia e strumentazione la n. 1 di Dvořák sia un'opera più romantica, alla Franz Schubert.
La Sinfonia n. 2 in Si bemolle maggiore segue ancora Beethoven come modello; ma la Sinfonia n. 3 in Mi bemolle maggiore mostra chiaramente l'improvviso e profondo impatto di Dvořák con la musica di Richard Wagner e Franz Liszt.
L'influenza di Wagner non durò molto; non si può quasi più percepire nella Sinfonia n. 4 in Re minore, la migliore fra le sinfonie del giovane Dvořák. Ancora lo Scherzo è la parte che rifulge di più, ma è già netta la padronanza di Dvořák negli aspetti formali.
Le sinfonie intermedie di Dvořák, la Sinfonia n. 5 in Fa maggiore (pubblicata come n. 3) e la Sinfonia n. 6 in Re maggiore (pubblicata come n. 1), sono felici opere bucoliche, ma certo non famose quanto le cugine più tarde. La n. 5 è l'opera più pastorale, anche se c'è un buio e lento movimento il cui tema principale richiama quello dell'introduzione del Concerto per pianoforte n. 1 di Pëtr Il'ič Čajkovskij. La n. 6 è pesantemente ispirata dalla Sinfonia n. 2 di Brahms, in particolare dal primo e ultimo movimento.
La Sinfonia n. 7 in Re minore del 1885 è la sinfonia più romantica del compositore, la più bella, con più tensione formale e maggior intensità della celebre n. 9. La n. 7 non potrebbe essere in contrasto più completo con la Sinfonia n. 8 in Sol maggiore (pubblicata come n. 4), un'opera che Karl Schumann (in appunti su un librettino della registrazione di tutte le sinfonie scritta da Rafael Kubelík) paragona a quelle di Gustav Mahler. Insieme con l'ultima sinfonia sono considerate il picco degli scritti sinfonici di Dvořák e tra le migliori sinfonie del XIX secolo.
Di gran lunga più celebre fu la Sinfonia n. 9 in Mi minore (pubblicata come n. 5), nota col suo sottotitolo, Dal Nuovo Mondo, scritta a New York tra gennaio e maggio del 1893. Dvořák affermò di aver usato elementi dalla musica americana come spiritual e musica nativa americana, ma in seguito lo negò. Nel primo movimento un assolo di flauto ricorda molto Swing Low, Sweet Chariot, e uno dei suoi studenti raccontò che il secondo dipingeva, in modo programmatico, i lamenti di Hiawatha. Il secondo movimento ricorda così tanto uno spiritual nero che furono scritti dei testi per esso e diventò Goin' Home. Dvořák era interessato alla musica indigena americana, ma in un articolo del New York Herald il 15 dicembre 1893, scrisse "Nella Sinfonia n. 9 ho semplicemente scritto temi originali che racchiudono le peculiarità della musica indiana". È generalmente riconosciuto che l'opera ha più in comune con la musica popolare della Boemia nativa di Dvořák che con la musica americana.
Tre delle registrazioni più apprezzate di queste sinfonie sono i cicli di Rafael Kubelík con i Berliner Philharmoniker e la Symphonie-Orchester des Bayerischen Rundfunks per la Deutsche Grammophon, Libor Pešek e István Kertész con la London Symphony Orchestra per la Decca Records.

### Poemi sinfonici
I poemi sinfonici di Dvořák sono considerati alcuni dei suoi lavori più originali. Ne scrisse cinque, tutti tra il 1896 e il 1897, e presentano una numerazione Opus sequenziale: Il folletto delle acque, Op. 107; La strega di mezzogiorno, Op. 108; L'Arcolaio d'oro, Op. 109; La colomba selvatica, Op. 110; Canto d'eroe, Op. 111. I primi quattro poemi sono basati sulle ballate del folklorista ceco Karel Erben. Canto d'eroe nasce invece da un'ideazione di Dvořák, e pare sia un lavoro autobiografico.

## Composizioni

### Musica orchestrale

#### Sinfonie
- Sinfonia n. 1 in do minore Le Campane di Zlonice B. 9 (1865)
- Sinfonia n. 2 in si bem. maggiore (1865)
- Sinfonia n. 3 in mi bem. maggiore op. 10 (1873)
- Sinfonia n. 4 in re minore op. 13 (1874)
- Sinfonia n. 5 in fa maggiore op. 76 (1875) – (n. 3)
- Sinfonia n. 6 in re maggiore op. 60 (1880) – (n. 1)
- Sinfonia n. 7 in re minore op. 70 (1885) – (n. 2)
- Sinfonia n. 8 in sol maggiore op. 88 (1889) – (n. 4)
- Sinfonia n. 9 in mi minore op. 95 Dal nuovo mondo (1893) – (n. 5)

Nota: tra parentesi è riportata la vecchia numerazione.

#### Poemi sinfonici
- Il folletto delle acque, Op. 107
- La strega di mezzogiorno, Op. 108
- L'arcolaio d'oro, Op. 109
- La colomba selvatica, Op. 110
- Canto d'eroe, Op. 111

#### Ouverture
- Nel Regno della Natura op. 91 (1891)
- Carnival op. 92 (1891)
- Othello op. 93 (1892)

#### Altre composizioni per orchestra
- Rapsodia op. 14 (1874)
- Serenata in Mi maggiore per archi op. 22 (1875)
- Suite Ceca op. 39 Danza Boema (1879)
- Serenata per fiati in Re minore op. 44 (1878)
- Rapsodie slave op. 45 (1878)
  - n. 1 in Re maggiore
  - n. 2 in Sol minore
  - n. 3 in La bemolle maggiore
- Danze slave op. 46 (prima serie) (1878)
- Marcia Festiva op. 54 (1879)
- Leggende op. 59 (1881)
- Ouverture "La mia Patria" op. 62 (1882)
- Scherzo capriccioso per orchestra op. 66 (1883)
- Ouverture Ussita Op. 67 (1883)
- Danze slave op. 72 (seconda serie) (1886)
- Variazioni sinfoniche op. 78 (1877)

#### Concerti
- Concerto per violoncello e orchestra in La maggiore B.10 (1865)
- Romanza per violino e orchestra in Fa minore op. 11 (1879)
- Concerto per pianoforte e orchestra in Sol minore op. 33 (1879)
- Mazurek per violino e orchestra in Mi minore op. 49 (1879)
- Concerto per violino e orchestra in La minore op. 53 (1879)
- Rondò per violoncello e orchestra in Sol minore op. 94 (1891)
- Concerto per violoncello e orchestra in Si minore op. 104 (1895)

### Musica da camera

#### Composizioni per pianoforte
- Legendy - Leggende op. 59 (1881)
- Ze Šumavy - Dalla Foresta Boema op. 68 (1883)
  - Klid - La calma del bosco op. 68/5 (1883)

#### Trii, quartetti, quintetti e sestetti
- Quintetto per archi n. 1 in la minore op. 1 (1861)
- Quartetto per archi n. 1 in la maggiore op. 2 B. 8 (1862)
- Quartetto per archi n. 2 in si bemolle maggiore B. 17 (1869-1870)
- Quartetto per archi n. 3 in re maggiore B. 18 (1869-1870)
- Quartetto per archi n. 4 in mi minore B. 19 (1870)
- Quintetto n. 1 per pianoforte e archi in la maggiore op. 5 B. 28 (1872)
- Quartetto per archi n. 5 in fa minore op. 9 B. 37 (1873)
- Quartetto per archi n. 6 in la minore op. 12 B. 40 (1873)
- Quartetto per archi n. 7 in la minore op. 16 B. 45 (1874)
- Trio n. 1 per pianoforte, violino e violoncello in si bemolle maggiore op. 21 (1875)
- Quartetto n. 1 per pianoforte e archi in re maggiore op. 23 B. 53 (1875)
- Quintetto per archi n. 2 in sol maggiore op. 77 (1875)
- Trio n. 2 per pianoforte, violino e violoncello in sol minore op. 26 (1876)
- Quartetto per archi n. 8 in mi maggiore op. 80 B. 57 (1876)
- Quartetto per archi n. 9 in re minore op. 34 B.75 (1877)
- Bagatelle per due Violini, Violoncello e Harmonium op. 47 (1878)
- Sestetto per archi in la maggiore op. 48 (1878)
- Quartetto per archi n. 10 in mi bemolle maggiore op. 51 B. 92 (1879)
- Quartetto per archi n. 11 in do maggiore op. 61 B. 121 (1881)
- Trio n. 3 per pianoforte, violino e violoncello in fa minore op. 65 (1883)
- Terzetto per due Violini e Viola in do maggiore op. 74 (1887)
- Quattro Pezzi Romantici per violino e pianoforte op. 75 (1887)
- Quintetto n. 2 per pianoforte e archi in la maggiore op. 81 B. 155 (1887)
- Quartetto n. 2 per pianoforte e archi in mi bemolle maggiore op. 87 B. 162 (1889)
- Trio n. 4 per pianoforte, violino e violoncello in mi minore op. 90 "Dumky" (1891)
- Rondò per violoncello e pianoforte in sol minore op. 94 (1891)
- Quartetto per archi n. 12 in fa maggiore op. 96 B. 179 "Americano" (1893)
- Quintetto per archi n. 3 in la maggiore op. 97 (1893)
- Sonatina per violino e pianoforte in sol maggiore op. 100 (1893)
- Quartetto per archi n. 13 in sol maggiore op. 106 B. 192 (1895)
- Quartetto per archi n. 14 in la bemolle maggiore op. 105 B. 193 (1895)

### Musica sacra
- Stabat Mater op. 58, (1876-1877)
- Santa Ludmilla oratorio op. 71, (1885-86)
- Salmo 149 per coro e orchestra op. 79 (1879)
- Messa in Re maggiore op. 86, (1890)
- Requiem op. 89, (1890)
- Canti biblici op. 99 (1895)
- Te Deum op. 103, (1892)

### Opere liriche
- Alfred (1870)
- Il re e il carbonaio (1871)
- Teste dure (1874)
- Vanda (1875)
- Il contadino furbo (1877?)
- Dimitrij (1882)
- Il Giacobino (1888)
- Il Diavolo e Caterina (1899)
- Rusalka. (1900)
- Armida (1903)

### Musica per coro
- V přírodě op. 63, cinque brani per coro misto su testo di Vítězslav Hálek, (1882)